# Beklädnadsmur
Beklädnadsmur är en vid fästningverk till stöd för bakomliggande jordmassor uppförd mur.
Beklädnadsmurar uppfördes i äldre tid i sten eller tegel, senare i betong, och användes särskilt vid gravsidorna för att öka stormfriheten (de delar av befästningen som var för branta för en människa att ta sig upp). Vid äldre befästningar försågs beklädnadsmurarna med stävpelare, contre-forte, mellan vilka öppna eller slutna bärvalv slogs för att hindra jorden att rasa ned. Beklädnadsmurar har även använts vid andra tekniska arbeten i jordslänter för att hindra jordmassor att rasa ned (jämför stödmur). En skalmur uppförd som dekoration av en byggnad med annan bärande struktur kan även den kallas beklädnadsmur.